# رقفف (حديبو)

تعديل مصدري - تعديل

رقفف هي إحدى قرى مديرية حديبو التابعة لمحافظة سقطرى، بلغ تعداد سكانها 40 نسمة حسب تعداد اليمن لعام 2004.